# Oorlogskruis 1940 (Griekenland)
Het Oorlogskruis 1940 (Grieks: Πολεμικός Σταυρός, Polemikos Stavros) werd op 11 november 1940 door de regering van Griekenland bij wet ingesteld. De onderscheiding was bedoeld voor Griekse en geallieerde militairen voor heldendaden op het slagveld. In 1947 werd vastgelegd dat het kruis ook voor heldendaden in de strijd tegen de communistische partizanen mocht worden toegekend. Na de bevrijding van de Duitse bezetter was een felle burgeroorlog uitgebroken.
Het kruis wordt met een bronzen, zilveren of gouden kroon verleend. Om deze drie graden aan te geven wordt op het baton een vijfpuntige ster in het juiste (edel)metaal vastgepind. Wanneer men het kruis een tweede maal ontvangt wordt een zilveren Griekse koningskroon op het lint gedragen.
Het centrale medaillon bevat het gekroonde monogram van de Griekse koning George II. Op de verder lege keerzijde staat het jaartal "1940". Het kruis is van een zeer lichtgepatineerd brons, het lint is rood met een brede blauwe middenstreep. Men draagt het kruis op de linkerborst.
De Oorlogskruizen in andere landen, waaronder Frankrijk en Tsjechoslowakije zijn onder "Oorlogskruis" verzameld.